# Coupe baltique de futsal 2016
Navigation
Édition précédente 2017
La Coupe baltique de futsal 2016 est la sixième édition de la Coupe baltique de futsal qui a lieu en Lettonie dans la ville de Jelgava, un tournoi international de football pour les États des Pays baltes affiliées à la FIFA organisée par l'UEFA.

Pays baltes : Estonie, Lettonie, Lituanie.

## Classements et résultats
| Équipe   | J | V | N | D | BM | BE | DB | Pts |
| -------- | - | - | - | - | -- | -- | -- | --- |
| Lettonie | 2 | 2 | 0 | 0 | 6  | 2  | +4 | 6   |
| Lituanie | 2 | 0 | 1 | 1 | 3  | 5  | -2 | 1   |
| Estonie  | 2 | 0 | 1 | 1 | 1  | 3  | -2 | 1   |

| 26 décembre 2016 | Lettonie                             | 2 - 0 | Estonie | Jelgava Olympic Center, Jelgava, Lettonie |
|                  | Maksims Seņs 6e · Oskars Ikstens 40e |       |         |                                           |
|                  | (Rapport)                            |       |         |                                           |

| 27 décembre 2016 | Lituanie          | 1 - 1 | Estonie         | Jelgava Olympic Center, Jelgava, Lettonie |  |
|                  | Pavel Smolkov 1re |       | 17e Igor Ivanov |                                           |  |
|                  | (Rapport)         |       |                 |                                           |  |

| 28 décembre 2016 | Lettonie                                                            | 4 - 2 | Lituanie                                  | Jelgava Olympic Center, Jelgava, Lettonie |  |
|                  | Andrejs Aleksejevs 17e · Igors Lapkovskis 37 · Maksims Seņs 38e 40e |       | 27e Igors Avanesovs · 36e Jurij Jeremejev |                                           |  |
|                  | (Rapport)                                                           |       |                                           |                                           |  |

## Meilleurs buteurs
3 buts      
- Maksims Seņs

1 but  
- Oskars Ikstens
- Andrejs Aleksejevs
- Igors Lapkovskis
- Igor Ivanov
- Pavel Smolkov
- Jurij Jeremejev

1 but contre son camp  
- Igors Avanesovs (face à la Lituanie)